# Bad Schwalbach
Bad Schwalbach település Németországban, Hessen tartományban. Lakosainak száma 11 602 fő (2023. december 31.). Bad Schwalbach Taunusstein, Hohenstein (Untertaunus) és Schlangenbad községekkel határos.

## Fekvése
Wiesbadentől északnyugatra fekvő település.

## Leírása

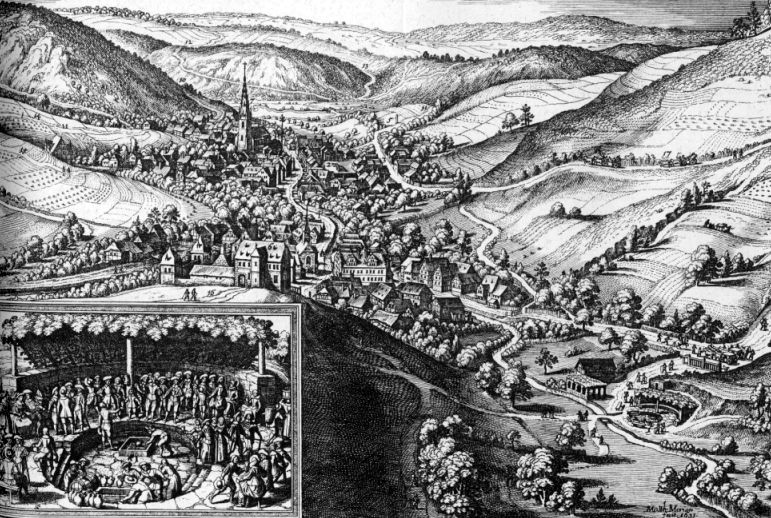

Bad Schwalbach nevét 1352-ben említették először Langinswalbach néven. 1364 -ben pedig hasonló nevű plébániája volt említve. Gyógyforrásairól az első megbízható adatok 1568-ból valók, mikor a Wormsból jövő Tabernaemontanus doktor említette, majd 1581-ben ő írt a város új vízkincséről. Heinrich Fabricius speyeri segédpüspök már 1583-ban gyógyíttatta magát Bad Schwalbach gyógyforrásaiban. Bár Langenschwalbach teljesen elpusztult a harmincéves háború alatt, azt hamarosan újjáépítették, és a gyógyító víz kereskedelme megkezdte virágzását.

## Galéria

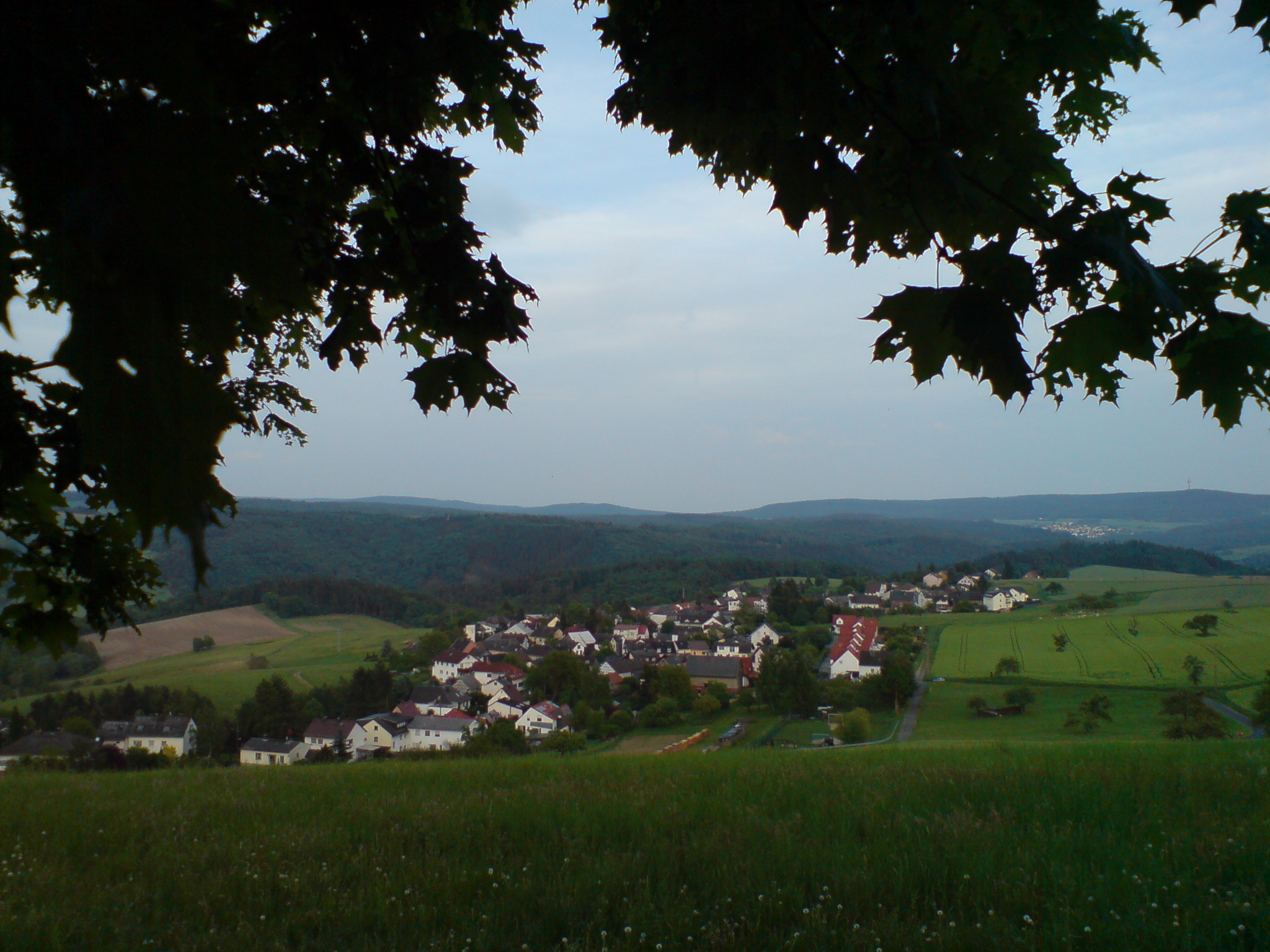
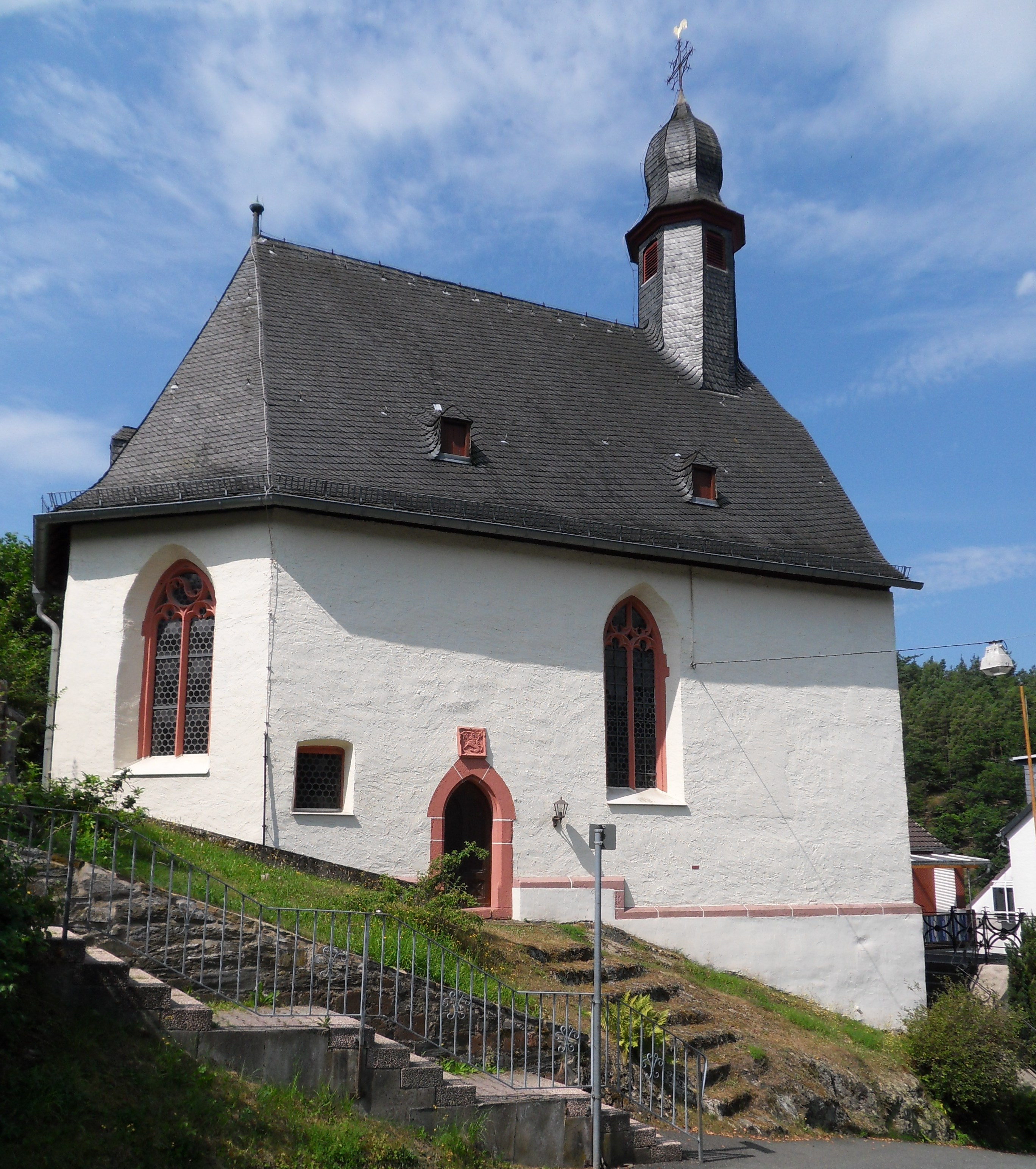
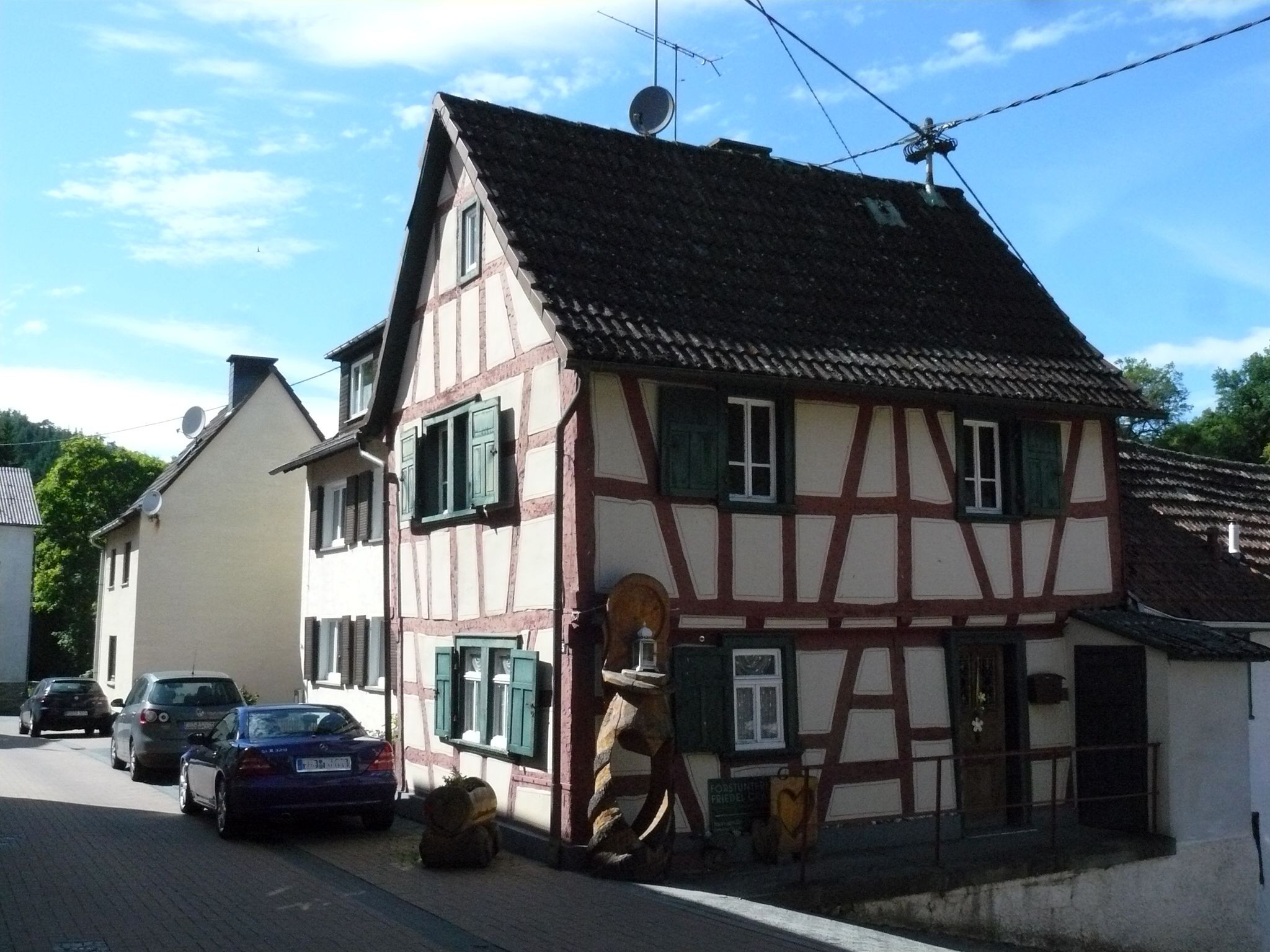